# Ceretu
Ceretu – wieś w Rumunii, w okręgu Vâlcea, w gminie Dănicei. W 2011 roku liczyła 350 mieszkańców.